# Volta a Portugal 2018
La Volta a Portugal 2018, 80a edició de la Volta a Portugal, es disputà entre el 1 i el 12 d'agost de 2018 sobre un recorregut de 1.578,9 km repartits entre un pròleg inicial i deu etapes. L'inici de la cursa va tenir lloc a Setúbal, mentre el final estava a Fafe. La cursa formava part del calendari de l'UCI Europa Tour 2018, amb una categoria 2.1.
El vencedor final fou pel saixenc Raúl Alarcón (W52-FC Porto). L'acompanyaren al podi Joni Brandão (Sporting-Tavira) i Vicente García de Mateos (Aviludo-Louletano-Uli). El 10 de març de 2021 es fa pública una suspensió de 4 anys per Raúl Alarcón, fins a l'octubre de 2023, i se li anul·len tots els seus resultats des del 28 de juliol de 2015.

## Equips
L'organització convidà a prendre part en la cursa a quatre equips continentals professionals i quinze equips continentals:
| Equips continentals professionals (4)- WB-Aqua Protect-Veranclassic - Caja Rural-Seguros RGA - Euskadi Basque Country-Murias - Israel Cycling Academy Equips continentals (15)- Aviludo-Louletano - Efapel - LA Alumínios-Metalusa - Liberty Seguros-Carglass - Miranda-Mortágua - RP-Boavista - Sporting-Tavira - Vito-Feirense-BlackJack - W52-FC Porto - Amore & Vita-Prodir - Differdange-Losch - Team Ecuador - Coop - MsTina-Focus - Sapura |
| |

## Etapes
| Etapa     | Data      | Ciutats d'etapa               | type                      | Distància (km) | Vencedor de l'etapa            | Líder de la general |
| --------- | --------- | ----------------------------- | ------------------------- | -------------- | ------------------------------ | ------------------- |
| Pròleg    | 1 de ago  | Setúbal – Setúbal             | pròleg                    | 1,8            | Rafael Reis                    | Rafael Reis         |
| 1a etapa  | 2 de ago  | Alcácer do Sal – Albufeira    | etapa accidentada         | 191,8          | Riccardo Stacchiotti           | Rafael Reis         |
| 2a etapa  | 3 de ago  | Beja – Portalegre             | etapa accidentada         | 195,3          | Vicente García de Mateos Rubio | Rafael Reis         |
| 3a etapa  | 4 de ago  | Sertã – Oliveira do Hospital  | etapa de mitja muntanya   | 175,9          | Raúl Alarcón García            | Raúl Alarcón García |
| 4a etapa  | 5 de ago  | Guarda – Covilhã              | etapa de muntanya         | 171,4          | Raúl Alarcón García            | Raúl Alarcón García |
| 5a etapa  | 6 de ago  | Sabugal – Viseu               | etapa accidentada         | 191,7          | Riccardo Stacchiotti           | Raúl Alarcón García |
|           | 7 d'agost | Dia de descans                | Dia de descans            |                |                                |                     |
| 6a etapa  | 8 de ago  | Sernancelhe – Boticas         | etapa de muntanya         | 165,4          | Domingos Gonçalves             | Raúl Alarcón García |
| 7a etapa  | 9 de ago  | Montalegre – Viana do Castelo | etapa accidentada         | 165,5          | Enrique Sanz Unzué             | Raúl Alarcón García |
| 8a etapa  | 10 de ago | Barcelos – Braga              | etapa de mitja muntanya   | 147,6          | Vicente García de Mateos Rubio | Raúl Alarcón García |
| 9a etapa  | 11 de ago | Felgueiras – Mondim de Basto  | etapa de muntanya         | 155,2          | Raúl Alarcón García            | Raúl Alarcón García |
| 10a etapa | 12 de ago | Fafe – Fafe                   | contrarellotge individual | 17,3           | Vicente García de Mateos Rubio | Raúl Alarcón García |

## Classificació final
| \| Classificació general \| Classificació general \| Classificació general \| Classificació general \| Classificació general \| \| Corredor \| Corredor \| Equip \| Temps \| \| \| --------------------- \| ------------------------------ \| ----------------------- \| --------------------- \| --------------------- \| \| 1r \| Raúl Alarcón García \| W52-FC Porto \| DQ \| \| \| 1r \| Joni Brandão \| Sporting-Tavira \| + 1' 03" \| \| \| 2n \| Vicente García de Mateos Rubio \| Aviludo-Louletano-Uli \| + 1' 14" \| \| \| 4t \| Edgar Pinto \| Vito-Feirense-BlackJack \| + 2' 20" \| \| \| 5è \| Frederico Figueiredo \| Sporting-Tavira \| + 4' 09" \| \| \| 6è \| João Benta \| Rádio Popular-Boavista \| + 4' 19" \| \| \| 7è \| João Rodrigues \| W52-FC Porto \| + 5' 27" \| \| \| 8è \| Ricardo Mestre Correira \| W52-FC Porto \| + 6' 35" \| \| \| 9è \| Luís Felipe Fernandes \| Aviludo-Louletano-Uli \| + 6' 36" \| \| \| 10è \| Henrique Casimiro \| Efapel \| + 6' 49" \| \| |                                |                         |          |
| |                                |                         |          |
| Font: ProCyclingStats |                                |                         |          |
| Classificació general |                                |                         |          |
| Corredor | Corredor                       | Equip                   | Temps    |
| 1r | Raúl Alarcón García            | W52-FC Porto            | DQ       |
| 1r | Joni Brandão                   | Sporting-Tavira         | + 1' 03" |
| 2n | Vicente García de Mateos Rubio | Aviludo-Louletano-Uli   | + 1' 14" |
| 4t | Edgar Pinto                    | Vito-Feirense-BlackJack | + 2' 20" |
| 5è | Frederico Figueiredo           | Sporting-Tavira         | + 4' 09" |
| 6è | João Benta                     | Rádio Popular-Boavista  | + 4' 19" |
| 7è | João Rodrigues                 | W52-FC Porto            | + 5' 27" |
| 8è | Ricardo Mestre Correira        | W52-FC Porto            | + 6' 35" |
| 9è | Luís Felipe Fernandes          | Aviludo-Louletano-Uli   | + 6' 36" |
| 10è | Henrique Casimiro              | Efapel                  | + 6' 49" |

## Evolución de las clasificaciones
| Etapa                  | Vencedor               | Classificació general | Classificació per punts | Classificació de la muntanya | Classificació dels joves | Classificació per equips | Classificació de la combinada | Classificació del millor portuguès |
| ---------------------- | ---------------------- | --------------------- | ----------------------- | ---------------------------- | ------------------------ | ------------------------ | ----------------------------- | ---------------------------------- |
| Pròleg                 | Rafael Reis            | Rafael Reis           | no s'entregà            | no s'entregà                 | César Martingil          | Sporting-Tavira          | no s'entregà                  | Rafael Reis                        |
| 1                      | Riccardo Stacchiotti   | Rafael Reis           | Riccardo Stacchiotti    | Mario Vogt                   | César Martingil          | Sporting-Tavira          | Mario Vogt                    | Rafael Reis                        |
| 2                      | Vicente García         | Rafael Reis           | Luís Mendonça           | Mario Vogt                   | César Martingil          | Sporting-Tavira          | Mario Vogt                    | Rafael Reis                        |
| 3                      | Raúl Alarcón           | Raúl Alarcón          | Vicente García          | Mario Vogt                   | Óscar Rodríguez          | W52-FC Porto             | Vicente García                | Joni Brandão                       |
| 4                      | Raúl Alarcón           | Raúl Alarcón          | Vicente García          | Raúl Alarcón                 | Xuban Errazkin           | Sporting-Tavira          | Raúl Alarcón                  | Joni Brandão                       |
| 5                      | Riccardo Stacchiotti   | Raúl Alarcón          | Vicente García          | Raúl Alarcón                 | Xuban Errazkin           | Sporting-Tavira          | Raúl Alarcón                  | Joni Brandão                       |
| 6                      | Domingos Gonçalves     | Raúl Alarcón          | Vicente García          | Raúl Alarcón                 | Xuban Errazkin           | Sporting-Tavira          | Raúl Alarcón                  | Joni Brandão                       |
| 7                      | Enrique Sanz           | Raúl Alarcón          | Vicente García          | Raúl Alarcón                 | Xuban Errazkin           | Sporting-Tavira          | Raúl Alarcón                  | Joni Brandão                       |
| 8                      | Vicente García         | Raúl Alarcón          | Vicente García          | Joni Brandão                 | Xuban Errazkin           | Sporting-Tavira          | Raúl Alarcón                  | Joni Brandão                       |
| 9                      | Raúl Alarcón           | Raúl Alarcón          | Vicente García          | Raúl Alarcón                 | Xuban Errazkin           | Sporting-Tavira          | Raúl Alarcón                  | Joni Brandão                       |
| 10                     | Vicente García         | Raúl Alarcón          | Vicente García          | Raúl Alarcón                 | Xuban Errazkin           | W52-FC Porto             | Raúl Alarcón                  | Joni Brandão                       |
| Classificacions finals | Classificacions finals | Raúl Alarcón          | Vicente García          | Raúl Alarcón                 | Xuban Errazkin           | W52-FC Porto             | Raúl Alarcón                  | Joni Brandão                       |